# Renault do Brasil
Renault do Brasil, anteriormente Renault do Brasil Automóveis, é a subsidiária brasileira da montadora francesa Renault. Foi criada em 1998, e é o quinto fabricante de automóveis do país em vendas. Em 2012, o Brasil foi o segundo maior mercado da Renault.

## História
Renault estava presente no Brasil desde a década de 1960, através de uma parceria com a empresa americana Willys Overland, que produziu sob licença carros da montadora francesa. No final de 1961 Willys introduziu a Interlagos, uma cópia do Alpine A110, produzindo também outros modelos, como o Dauphine e o Dauphine Gordini, até 1968. Naquele ano Willys Overland vendeu suas operações a Ford do Brasil, que herdou o "projeto M". Este projecto, desenvolvido pela Renault e parceria Willys, resultou no lançamento do Ford Corcel, um carro cujo estilo pode ser considerado, grosso modo, uma versão americanizada do Renault 12 com um motor de CH1.
Na década de 1970, o Brasil terminou importações de automóveis e Renault não retornou até 1992, quando as operações argentinos e brasileiros da empresa foram tomadas pela holding COFAL. Em 1997, a Renault retomou o controle de suas operações na Argentina e no Brasil. Em 1998, abriu o complexo industrial Ayrton Senna, em São José dos Pinhais, Paraná, com o objetivo de financiar a construção das instalações Renault concordaram em dar ao Estado do Paraná uma participação de 40 por cento na troca de 1,2 bilhões de dólares. Apesar de seu sucesso, o acordo encontrou algum dissenso político.

## Operações
O complexo Ayrton Senna, com 2,5 milhões de metros quadrados, consiste de uma fábrica de automóveis de passageiros (carroceria e montagem) abriu em 1998; uma fábrica de motores, Mecânica Mercosul, aberto em 1999, e uma fábrica de veículos comerciais ligeiros (VCL), operado em conjunto com Nissan.
Em agosto de 2011, a Renault anunciou um plano de investimentos de R$ 1,5 bilhões para expandir a produção para 320.000 veículos em 2015. Em 2011, o crescimento brasileiro da Renault foi sete vezes maior do que a média do mercado, com 194,300 veículos vendidos e uma quota de mercado de 5,7 por cento. Naquele ano, a empresa produziu 256.200 carros e vans e 332.000 motores.
Cerca de 41% dos carros, motores e peças produzidos são exportados, com destinos como as filiais da Renault na Argentina (22%), Colômbia (13%), Romênia e México (4%).
Em 2 de agosto de 2012, a Renault anunciou seus planos para expandir Mecânica Mercosul volume de produção de 25% até 2013.

### Renault Design America Latina
Em abril de 2008, a Renault inaugurou em São Paulo seu primeiro centro de design nas Américas. Esse centro projetou o conceito Sand'Up, que foi apresentado no Salão do Automóvel de São Paulo de 2008, Também concebeu o conceito Sandero Stepway em 2010 e colaborou no design do Duster. O centro também projetou o D-Cross (um conceito baseado no Duster), que foi apresentado no Salão do Automóvel de São Paulo de 2012. O estúdio de design também modificou a produção do Sandero e do Logan para adaptá-los aos mercados locais.

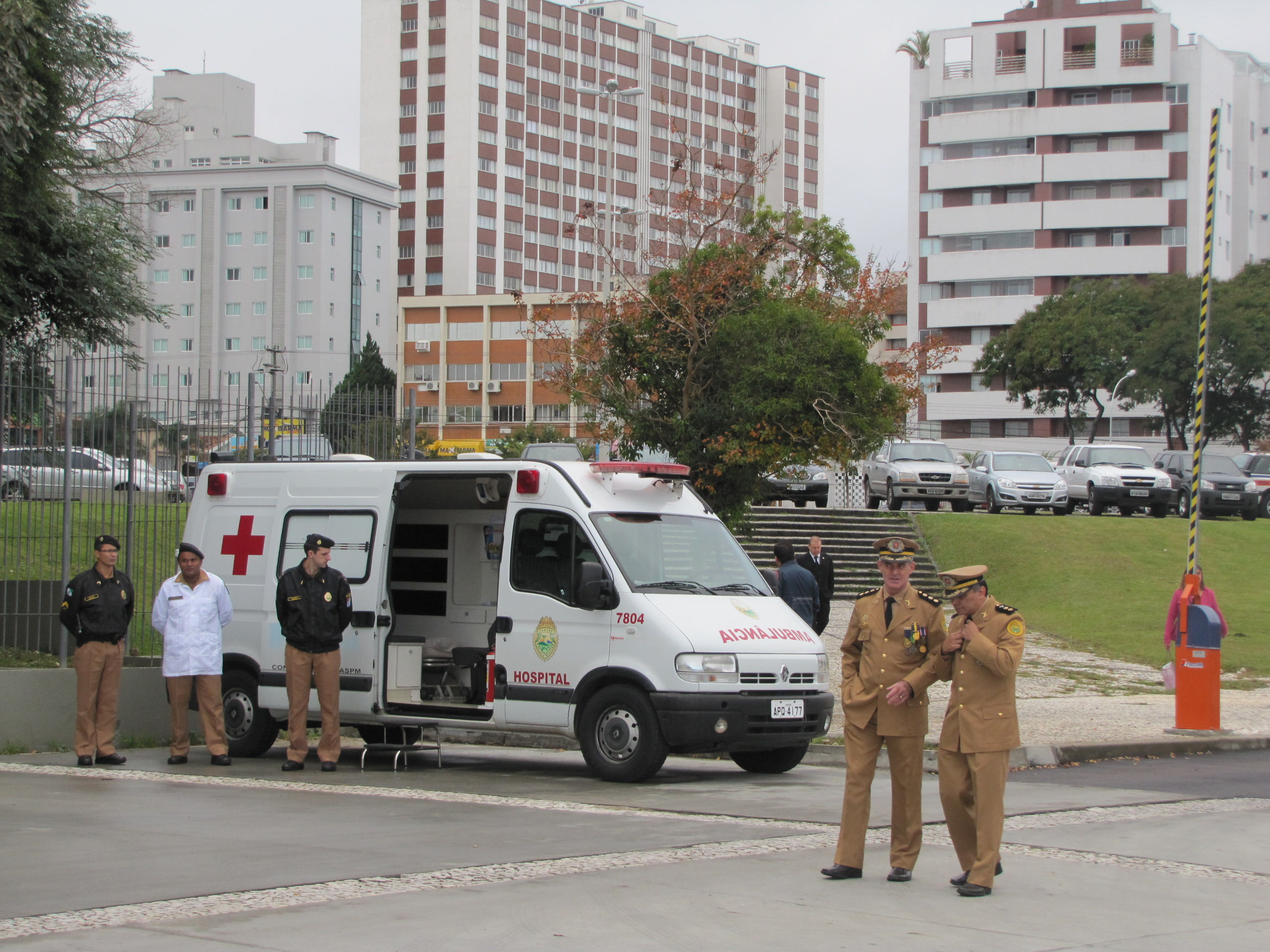
Renault Master II transformada em ambulância

### Carros fabricados
- Renault Clio II (2000–2016)
- Renault Scénic (1998–2010)
- Renault Mégane Sedan / GT (2005 - 2011)
- Renault Master I (2001–2012)
- Renault Master II (2012–presente)
- Renault Sandero (2007–presente)
- Renault Logan I (2007–2013)
- Renault Logan II (2013–presente)
- Renault Duster (Outubro de 2011–presente)
- Renault Duster Oroch (Setembro de 2015-presente)[16]
- Renault Captur (Março de 2017-presente)
- Renault Kwid (Setembro de 2017-presente)
- Renault Zoe (2018-2023)[17][18][19]